# Molophilus (Molophilus) propinquus
Molophilus (Molophilus) propinquus is een tweevleugelige uit de familie steltmuggen (Limoniidae). De soort komt voor in het Palearctisch gebied.